# Toxicodendron diversilobum
|  | Per a altres significats, vegeu «Bàlsam». |

El roure verinós pacífic o Toxicodendron diversilobum, és una espècie de planta pertanyent a la família Anacardiaceae que creix a la costa occidental d'Amèrica del nord i que destaca per la seva capacitat de causar granellada i increïble pruija. Està estretament emparentat amb el roure verinós atlàntic.

## Taxonomia
El Toxicodendron diversilobum va ser descrit per (John Torrey i Rosteix Gray) Edward Lee Greene i publicat a Leaflets of Botanical Observation and Criticism 1(9): 119, l'any 1905.
Etimologia
Toxicodendron: nom genèric que deriva de les paraules gregues: τοξικός (toxikos), que significa "verí", i δένδρον (dendron), que significa "arbre".
diversilobum: epítet llatí que significa "amb lòbuls de diverses formes".
Sinonímia
- Rhus diversiloba Torr. & A.Gray
- Toxicodendron radicans subsp. diversilobum (Torr. & A. Gray)[4]